# Thalamy
Thalamy (Talamin auf Okzitanisch) ist eine französische Gemeinde mit 104 Einwohnern (Stand 1. Januar 2022) im Département Corrèze in der Region Nouvelle-Aquitaine.

## Geografie
Die Gemeinde liegt im Zentralmassiv, westlich der Talsperre von Bort-les-Orgues und damit auch unweit zur Grenze zum Département Cantal. Das Gemeindegebiet wird von den Flüssen Dognon und Lys durchquert.
Tulle, die Präfektur des Départements, liegt ungefähr 80 Kilometer südwestlich, Ussel etwa 15 Kilometer nordwestlich und Bort-les-Orgues rund 15 Kilometer südlich.
Nachbargemeinden von Thalamy sind Saint-Étienne-aux-Clos im Norden, Confolent-Port-Dieu im Nordosten, Monestier-Port-Dieu im Osten, Sarroux-Saint Julien mit Saint-Julien-près-Bort im Süden sowie Saint-Bonnet-près-Bort im Westen.

### Verkehr
Der Ort liegt ungefähr 13 Kilometer südlich der Abfahrt 24 der Autoroute A89.

## Wappen
Beschreibung: In Blau ein goldener offener Flug.

## Einwohnerentwicklung
| Jahr      | 1962 | 1968 | 1975 | 1982 | 1990 | 1999 | 2007 | 2016 |
| Einwohner | 120  | 128  | 117  | 98   | 92   | 85   | 85   | 96   |

## Wirtschaft
Der Flugplatz Ussel-Thalamy, betrieben von der Chambre de commerce et d’industrie de Tulle et Ussel (Industrie- und Handelskammer Tulle und Ussel), befindet sich auf halbem Wege nach Ussel auf den Gemeindegebieten von Saint-Exupéry-les-Roches und Saint-Bonnet-près-Bort.